# Faust (film fra 2011)
 For alternative betydninger, se Faust (flertydig). (Se også artikler, som begynder med Faust)
Faust (russisk: Фауст) er en spillefilm fra 2011 af Aleksandr Sokurov.

## Medvirkende
- Johannes Zeiler som Faust
- Anton Adasinskij
- Isolda Dychauk som Gretchen
- Georg Friedrich som Wagner
- Hanna Schygulla